# Бен-да-Фе
Бен-да-Фе (порт. Bem da Fé; МФА: [bɐ̃j dɐ ˈfɛ]) — парафія в Португалії, у муніципалітеті Кондейша-а-Нова. Розташована в західній частині країни, на теренах історичної португальської провінції Бейра. Входить до складу округу Коїмбра. За адміністративним поділом, чинним до 1976 року, терени парафії були складовою провінції Берегова Бейра. Належить до Коїмбрської діоцезії Католицької церкви. Патрон — Діва Марія. Площа — 3,7691 км². Населення — 112 ос. (2011). Слабо урбанізований регіон. Густота населення — 29,72 осіб/км²
. Код — 060403.

## Назва
- Бендафе (порт. Bendafé) — інша назва.

## Населення
| Кількість мешканців | Кількість мешканців | Кількість мешканців | Кількість мешканців | Кількість мешканців | Кількість мешканців | Кількість мешканців | Кількість мешканців | Кількість мешканців | Кількість мешканців | Кількість мешканців | Кількість мешканців | Кількість мешканців | Кількість мешканців | Кількість мешканців |
| ------------------- | ------------------- | ------------------- | ------------------- | ------------------- | ------------------- | ------------------- | ------------------- | ------------------- | ------------------- | ------------------- | ------------------- | ------------------- | ------------------- | ------------------- |
| 1864                | 1878                | 1890                | 1900                | 1911                | 1920                | 1930                | 1940                | 1950                | 1960                | 1970                | 1981                | 1991                | 2001                | 2011                |
| 260                 | 312                 | 244                 | 255                 |                     |                     |                     | 247                 | 248                 | 201                 | 174                 | 140                 | 120                 | 117                 | 112                 |